# ピペリジルチアンブテン
ピペリジルチアンブテン（Piperidylthiambutene、Piperidinohton）は、チアンブテン系の合成オピオイド鎮痛薬で、モルヒネと同等の効果がある 。ピペリジルチアンブテンは、フェンタニルとその類似体、以前に報告された他の合成オピオイドとは構造的に異なる。摂取目的での販売や入手の場合、アメリカ合衆国、オーストラリア、ニュージーランドなどの国ではcontrolled substance analogueとみなされる可能性がある。ピペリジルチアンブテンはデザイナードラッグとして販売されており、2018年後半に初めて出現した。

## 合成

特許：

3-Piperidinobutyric acid ethyl ester, CID:10774378(1) と 2-Bromothiophene [1003-09-4] (2) のグリニャール反応により3が得られる。酸による脱水で合成が完成する。